# NEE-01 Pegaso
NEE-01 «PEGASO» (NEE — исп. Nave Espacial Ecuatoriana, эквадорский космический корабль; PEGASO — Пегас) — первый эквадорский спутник. Впервые представлен[уточнить] 4 апреля 2011. Разрабатывался самостоятельно[уточнить] Эквадорским космическим агентством (EXA) (исп. Agencia Espacial Civil Ecuadoriana).

## Конструкция
Спутник изготовлен в формате куба, имеет размеры 100 x 100×100 мм (1U), с развёрнутыми солнечными батареями — 750 мм. Масса аппарата — 1,2 кг.

## Запуск
13 декабря 2011 эквадорское космическое агентство подписало контракт с Космотрас на запуск спутника с помощью ракеты-носителя Днепр в октябре 2012 года.
Однако окончательно запуск был произведён ракета-носителем Великий поход-2D с космодрома Цзюцюань 26 апреля 2013 года в 04:13:00 UTC. Спутник был выведен в качестве попутной полезной нагрузки вместе тремя другими аппаратами: китайским спутником Gaofen-1 (основная нагрузка) и двумя другими наноспутниками Turksat-3USAT Турции и CubeBug-1 «Капитан Бето» Аргентины.
Работы по созданию «Пегаса» обошлись примерно в 80 тысяч долларов. Запуск обошёлся в 700 тысяч долларов.

## Столкновение с космическим мусором
23 мая 2013 года в 00:38:17 аппарат столкнулся с объектом 15890 (разгонный блок ракета-носителя Циклон-3, который был запущен 8 июля 1985 года). Это не привело к полному разрушению спутника, однако аппарат начал неконтролируемо вращаться. Вращение не позволяет поддерживать стабильной связи с наземными станциями.

## Вывод из эксплуатации
6 сентября 2013 года гражданское космическое агентство Эквадора признало, что связь с первым национальным спутником NEE-001 «PEGASO» потеряна, попытки восстановить её прекращены. Работы по восстановлению связи со спутником продолжались в течение 3 месяцев после столкновения с космическим мусором и были прекращены 28 августа 2013 года. Спутник останется на орбите, ориентировочно, до 2023 года.